# Isabelle (robe du cheval)
Pour les articles homonymes, voir Isabelle.
Ne doit pas être confondu avec Gène dun.
Robe du cheval
Isabelle est, en hippologie, une couleur de robe caractérisant un cheval au pelage dans les tons jaune sable, avec les crins et l'extrémité des membres noirs. Le nom « isabelle » est ambigu dans la nomenclature française, car il peut correspondre à au moins trois robes du cheval génétiquement distinctes. Par défaut, cependant, « isabelle » désigne la robe baie diluée par un unique allèle du gène Crème, celle issue du gène Dun étant nommée « bai dun ». Elle correspond à la robe que l'on nomme « buckskin » en anglais. Elle est assez rare, mais se retrouve fréquemment chez les races américaines (Quarter Horse et Mustang notamment) et ibériques (Pure race espagnole et Lusitanien), ainsi que chez l'Akhal-Teké.

## Origine et étymologie
L'expression « Cheval de couleur isabelle » est attestée en 1631, « Cheval isabelle » en 1681, « Robe isabelle » en 1825 et défini en 1870.
Le terme français de « robe isabelle » pose un problème terminologique puisqu'il peut correspondre à plusieurs robes aux génotypes différents, mais aux phénotypes assez proches. Chez les anglophones, la robe des chevaux exprimant le gène Dun est nommée « bay dun » (pour les bases baies) ou « red dun » (pour les bases alezanes). Elle est classée différemment des isabelles porteurs du gène Crème, nommés « buckskin ». En France, les chevaux correspondant à « bay dun », à « red dun » et à « buckskin » sont tous trois nommés des « isabelle ».

## Description
La robe isabelle consiste en un pelage dont les tons vont du jaune pâle au noisette, en passant par le café-au-lait, le sable et le doré. Les chevaux isabelle ne changent pas (ou très peu) de couleur au cours de leur vie. Ils ont toujours la peau foncée, sauf sous leurs marques blanches, où elle est rose. Les crins et l'extrémité des membres sont noirs, sauf si l'animal est un porteur du gène Dun, qui lui donne des marques primitives, comme c'est le cas chez les Przewalski et les Fjords. Les chevaux Fjords ont la particularité d'avoir une crinière bicolore, et assez peu de noir au bas des membres.
On distingue :
- Isabelle, qui est la couleur de base parmi les robes isabelle, correspondant au buckskin anglo-saxon.
- Isabelle sauvage, avec le gène Dun, le cheval a des zébrures sur les membres et une raie de mulet.
- Isabelle pangaré, quand l'animal présente une décoloration du nez, du contour des yeux, du ventre et de l'intérieur des membres. Cette particularité est fréquente chez les races primitives.

Enfin, certains chevaux porteurs du gène Champagne sont très proches visuellement parlant des chevaux isabelle. Ils sont classés comme étant des isabelles en France, alors que l'origine génétique de leur robe est différente.

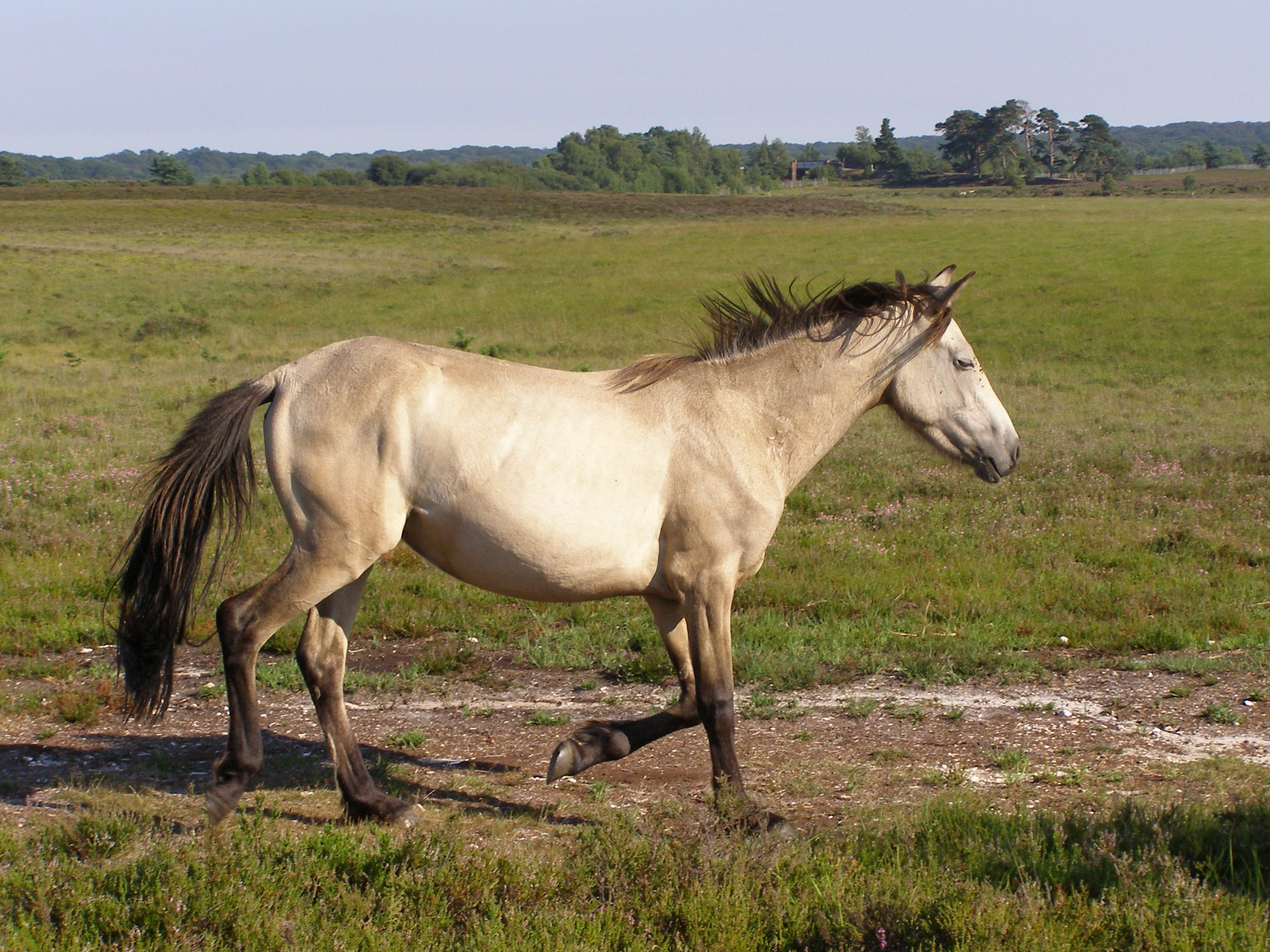
Un poney isabelle clair
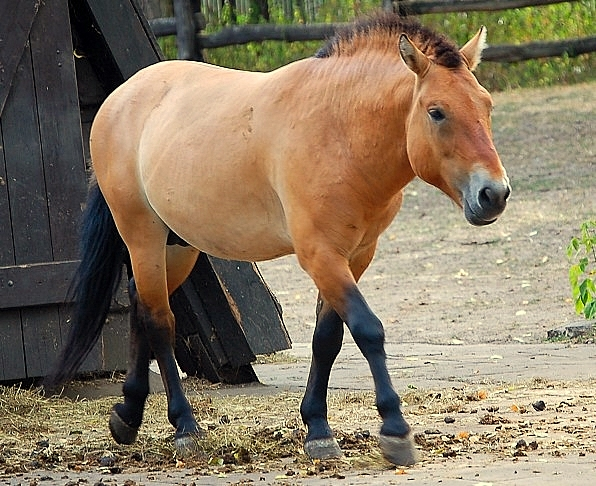
Les przewalski portent des marques primitives en plus de leur robe isabelle.
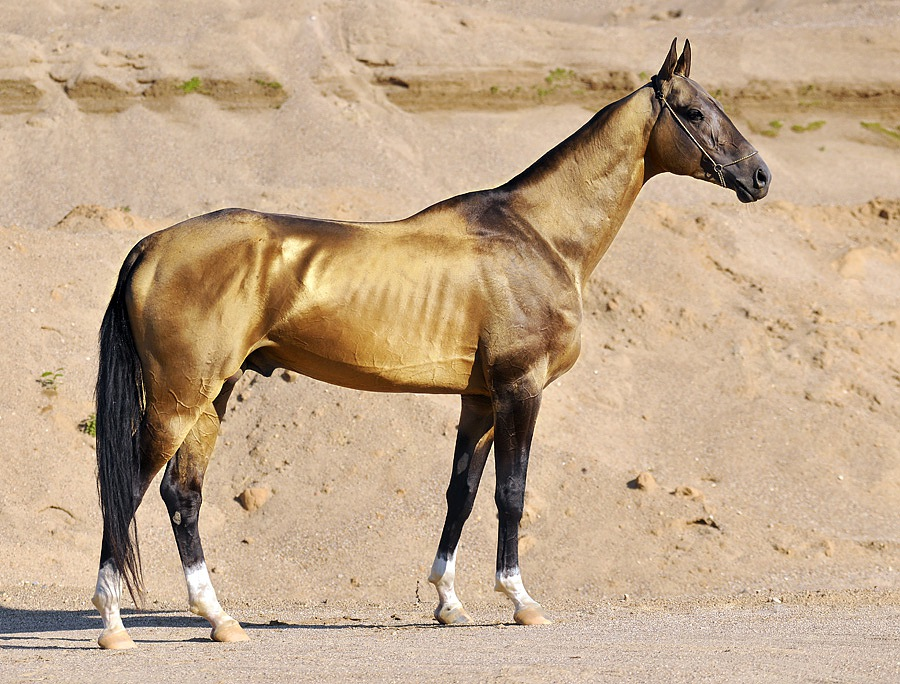
L'Akhal-Teke est réputé pour arborer souvent une robe isabelle
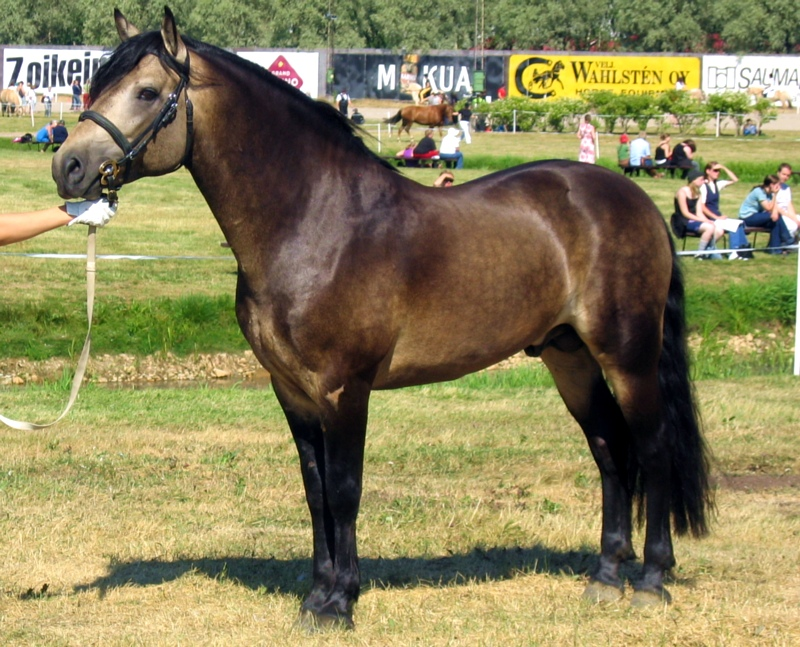
Un  poney Connemara isabelle-louvet, c'est-à-dire avec l'extrémité des poils noircie.
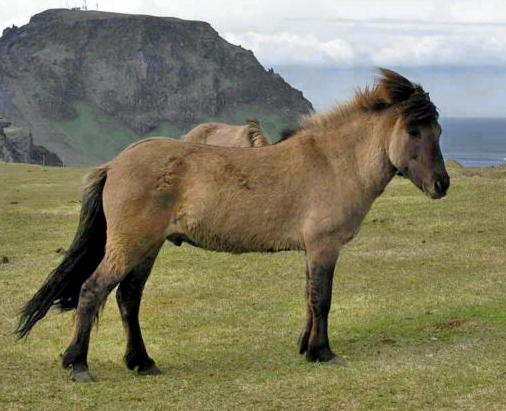
Islandais isabelle sauvage (porteur du gène dun).

### Fréquence
La robe isabelle est assez rare chez le cheval. On ne la trouve pour ainsi dire jamais chez les chevaux de sang, par contre, elle est commune chez les races anciennes. Les porteurs les plus célèbres sont le cheval de Przewalski (qui ne présente que cette couleur) et le Fjord (90 % de chevaux classés isabelle). Le Henson, issus de croisements avec le Fjord, est lui aussi isabelle. Les Highlands écossais et les Sorraias, chevaux primitifs portugais la portent souvent aussi. 
Le Fjord présente de plus des marques sauvages qui lui donnent des crins bicolores. L'Akhal-Teké, le Criollo, le Connemara, l'Islandais, le Lusitanien, le Mustang, le Quarter Horse, le Poitevin mulassier et le New Forest peuvent aussi présenter cette robe. Les Lusitaniens et Pure Race Espagnole portant cette robe sont particulièrement recherchés. À l’état sauvage, on retrouve de nombreux Mustangs (descendants des chevaux des Conquistadors) porteurs de ce génotype.

### Confusions
Les chevaux isabelle sont assez rares, ainsi, ces robes peuvent être confondues avec l'isabelle.

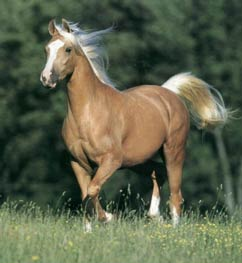
Le  palomino a des crins clairs, presque blancs, et n'a pas le bas des membres noirs.
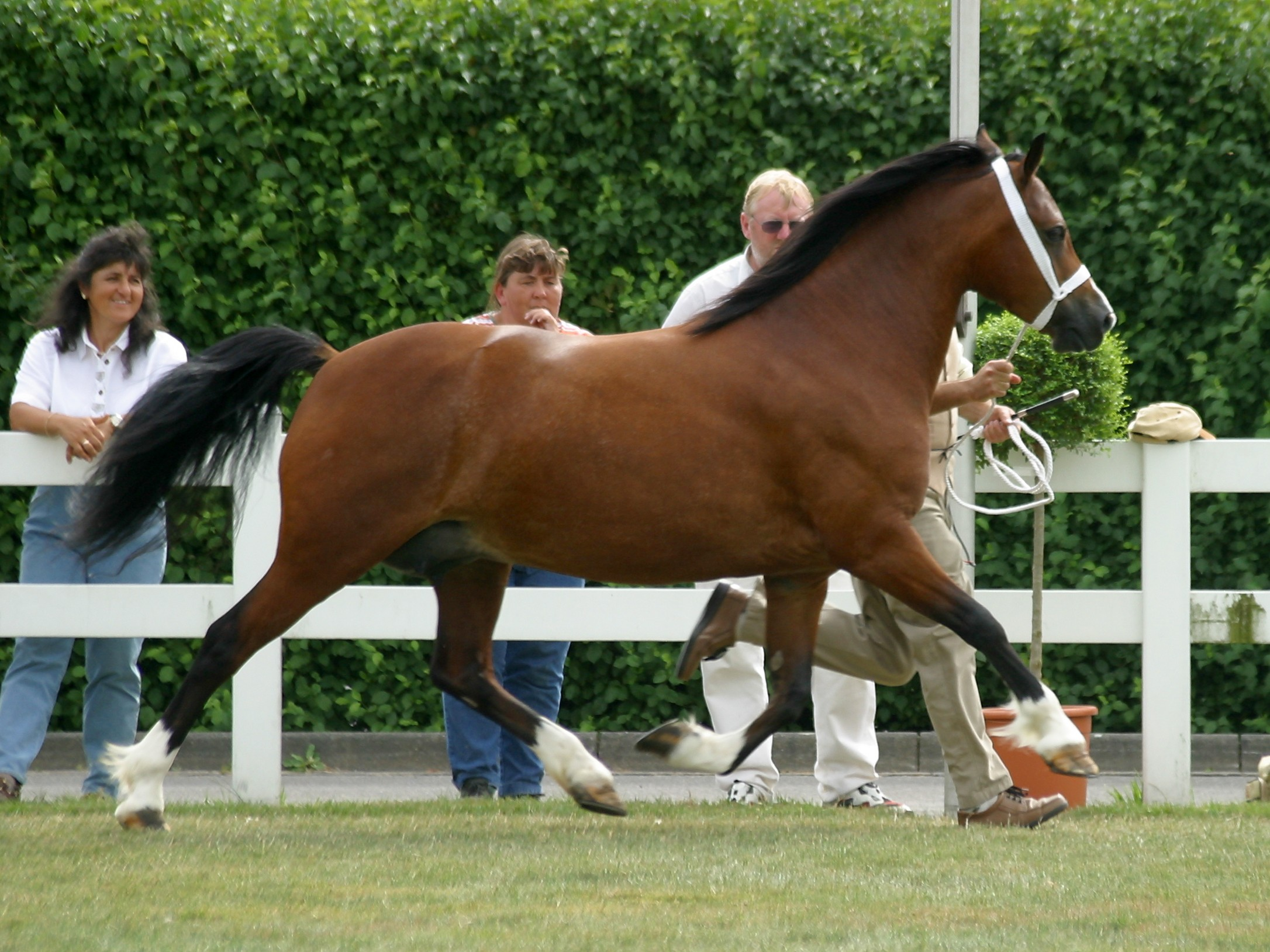
Le bai est plus foncé que l'isabelle.
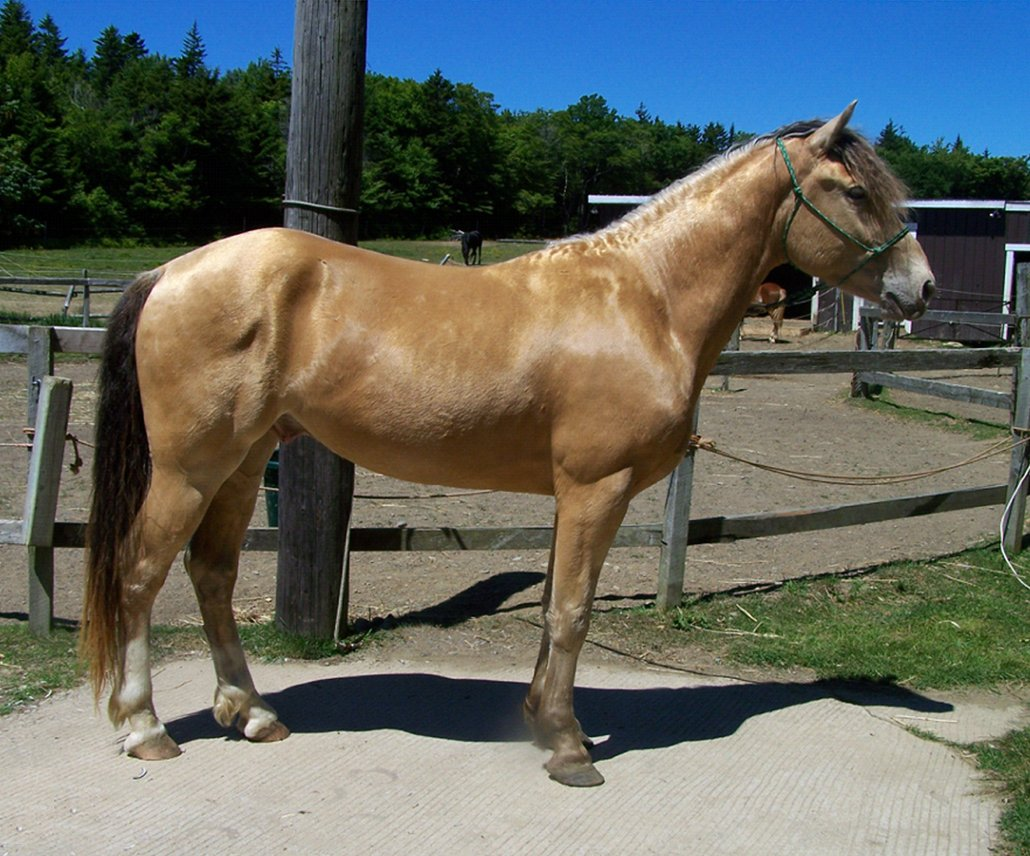
Les chevaux champagnes ambre n'ont généralement pas les crins ni le bas des membres noirs, de plus, ils ont fréquemment la peau rose ou marbrée
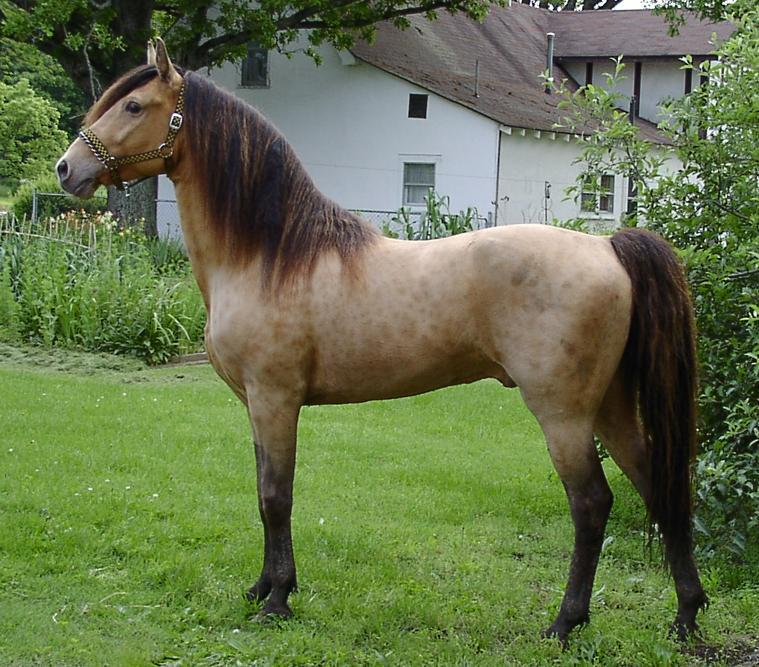
Un cheval champagne classique, visuellement très proche de l'isabelle.

### Classification
La robe isabelle est rattachée en France au groupe des robes baies avec le bai et le souris. Elle est décrite comme une robe où le corps de l'animal est recouvert de poils ayant une teinte jaune, tandis que les crins et le bas des membres sont noirs.

### Génétique
Selon une étude scientifique, l'isabelle serait causé par un gène dominant localisé sur le chromosome 21 du cheval (ECA21). Ce gène peut agir sur toutes les autres robes équines.

### Chevaux isabelle célèbres
- Spirit, l'étalon des plaines dans le film d'animation éponyme, est un mustang isabelle avec des marques sauvages.
- Cisco, le Quarter Horse de Kevin Costner dans Danse avec les loups[8].